# 泰米尔语
淡米尔语（羅馬化：ISO，直译：「Tamiḻ」）是一種有超過二千年歷史的語言，屬於达罗毗荼语系，通行於印度南部、斯里蘭卡東北部。它是泰米尔纳德邦和本地治里的官方語言。在印度洋及南太平洋不少印度裔居民也使用泰米爾語，他們散布於馬達加斯加、毛里求斯、斐濟等地。根據統計，在1996年，泰米爾語在全球的語言人口中排第18位，总人数约7400萬。坦米爾語這個名稱相信來自梵文“Dravida”（達羅毗荼）的讀音變化。泰米尔语有超过2000年的文学传统，而不同于欧洲的拉丁文和罗曼语族，这个传统一直没有中断过。犹如中文的文言文一样，至今古泰米尔文还在日常生活中继续被使用。例如，泰米尔小学生一直到现在还用1世纪的字母韵文 Aathichoodi 来学字母。

## 法律地位
泰米爾語是印度泰米尔纳德邦及本地治里的官方語言，同時也是印度國家憲法承認的22種語言之一。泰米爾語是斯里蘭卡及新加坡的官方語言。泰米爾語和英語、馬來語和華語並列馬來西亞法定教育媒介使用語言，在馬來西亞，有超過五百間政府學校機構以泰米爾語作为教育媒介。
另外，泰米爾語於2004年獲印度政府定為古典語言，这是获得该地位的第一个印度语言。

## 音系
泰米尔语语音系统最值得注意的是有齿音、齿龈音和卷舌音鼻音的对立：ந、ன、ண。一般世界语言只有齿辅音（法语、俄语）或者齿龈辅音（英语），很少有两种之间的对立。连印地语也只有齿音和卷舌音。

### 元音
|        | 短     | 短     | 短     | 長     | 長     | 長   |
| 前元音 | 央元音 | 後元音 | 前元音 | 央元音 | 後元音 |      |
| ------ | ------ | ------ | ------ | ------ | ------ | ---- |
| 閉元音 | i      |        | u      | iː     |        | uː   |
| 閉元音 | இ      |        | உ      | ஈ      |        | ஊ    |
| 中元音 | e      |        | o      | eː     |        | oː   |
| 中元音 | எ      |        | ஒ      | ஏ      |        | ஓ    |
| 開元音 |        | a      |        | (ai)   | aː     | (aw) |
| 開元音 |        | அ      |        | ஐ      | ஆ      | ஒள   |

### 輔音
|          | 唇音  | 齒音  | 齒齦音 | 卷舌音 | 硬腭音  | 軟腭音 |
| -------- | ----- | ----- | ------ | ------ | ------- | ------ |
| 塞音     | p (b) | t̪ (d̪) |        | ʈ (ɖ)  | tʃ (dʒ) | k (ɡ)  |
| 塞音     | ப     | த     |        | ட      | ச       | க      |
| 鼻音     | m     | n̪     | n      | ɳ      | ɲ       | ŋ      |
| 鼻音     | ம     | ந     | ன      | ண      | ஞ       | ங      |
| 閃音     |       | ɾ̪     |        |        |         |        |
| 閃音     | ர     |       |        |        |         |        |
| 顫音     |       |       | r      |        |         |        |
| 顫音     |       | ற     |        |        |         |        |
| 中央近音 | ʋ     |       |        | ɻ      | j       |        |
| 中央近音 | வ     |       |        | ழ      | ய       |        |
| 邊近音   |       | l̪     |        | ɭ      |         |        |
| 邊近音   |       | ல     |        | ள      |         |        |

## 文字系統
泰米尔语曾用泰米爾婆羅米文為其文字系統，後來也用過一種稱為vaṭṭeḻuttu的文字。現今的泰米尔文包括十二個母音、十八個子音及一個特殊符號止韻，而母音和子音可以組合出216個複合字，因此總共有247個字（12 + 18 + 1 + (12 x 18）。和其他婆罗米系文字相同，所有的子音都包括一個繼承的母音a，若加上一個稱為puḷḷi的子音符號，可以將母音a去掉。例如是ṉa（有母音a），而是ṉ（沒有母音）。許多婆罗米系文字都有類似符號，一般稱為virama．泰米尔文幾乎都用可以看到的puḷḷi來識別一個不帶母音的子音。在其他婆罗米系文字中，一般會用合字或其他型式來寫一個具有不帶母音子音的音節，不過也可以用virama表示。泰米尔文不區分有聲及無聲的塞音，不過因為在文字中的位置而決定其有聲或無聲，其規則為泰米爾音位學。
除了標準的文字外，泰米尔文從Grantha文中借了六個字母，是在泰米尔中書寫梵語中，也用來標示一些當地未使用的一些發音，例如梵語和其他語言的外來語。傳統的系統是用借用字的方式描述，可能也會用符合泰米爾音位學的方式來拼寫，但不一定都完全應用。

## 例子
泰米尔的文章加拉丁文转写和中文翻译（《世界人权宣言》第一条）：
泰米尔语：
拉丁轉寫：
Maṉitap piṟiviyiṉar cakalarum cutantiramākavē piṟakkiṉṟaṉar; avarkaḷ matippilum, urimaikaḷilum camamāṉavarkaḷ, avarkaḷ niyāyattaiyum maṉaccāṭciyaiyum iyaṟpaṇpākap peṟṟavarkaḷ. Avarkaḷ oruvaruṭaṉoruvar cakōtara uṇarvup pāṅkil naṭantukoḷḷal vēṇṭum.

中文翻译：
人人生而自由，在尊严和权利上一律平等。他们赋有理性和良心，并应以兄弟关系的精神相对待。

## 泰米尔文学
- 《西拉巴提伽拉姆》
- 《蒂魯古拉爾》

### 引用
1. ↑  SIL International. . Ethnologue.   [2024-11-27]. （原始内容存档于2020-05-29）.
2. ↑  Hammarström, Harald; Forkel, Robert; Haspelmath, Martin; Bank, Sebastian (编). . . Jena: Max Planck Institute for the Science of Human History. 2016.
3. ↑  . Tamilnadu.com.   [2020-09-13]. （原始内容存档于2020-09-09）.
4. 1 2  林士粧. . 東方新聞. 2014-02-15  [2014-02-22]. （原始内容存档于2014-02-28）.
5. ↑  , Govt. of Srilanka,   [20 July 2012], （原始内容存档于2019-01-06）
6. ↑  ,   [2014-02-22], （原始内容存档于2014-04-20）
7. ↑  Tamil Schools （页面存档备份，存于）. Indianmalaysian.com. Retrieved on 2013-07-28.
8. ↑  Kamila Ghazali, , UN, 2010  [2013-07-28], （原始内容存档于2012-11-02）
9. ↑  Fowler, Murray, , Language (Linguistic Society of America), 1954, 30 (3): 360–367, JSTOR 410134, doi:10.2307/410134 at p. 360.

## 外部連結
- Free English to Tamil Dictionary
- UCLA Tamil Profile
- Tamil Language In Context （页面存档备份，存于） – A project providing online Tamil lessons, including video lessons.
- A Reference Grammar of Spoken Tamil （页面存档备份，存于）
- Statement on the Status of Tamil as a Classical Language
- National Translation Mission's(NTM) Tamil Pages
- Glossary of Modern Tamil （页面存档备份，存于）